# Dört Kapı
Die Vier Tore (türkisch Dört Kapı), genauer Vier Tore, Vierzig Stationen (türkisch Dört Kapı Kırk Makam) sind eine grundlegende Lehre des Alevitentums, das dem Sufismus entspringt. In einem geringeren Ausmaß bezieht es sich auch auf das Konzept in anderen Zweigen des Islam wie den Ismailiten.
Jedes dieser vier Tore beinhaltet zehn Stationen, die auf dem Weg zur Erleuchtung (und somit zu göttlichem Wissen) durchlaufen werden müssen. Die Tore und die dazugehörigen Stationen leiten sich aus den Versen des Korans ab und zielen darauf ab, den Menschen zu einem Insan-i Kamil zu formen.
Die vier Tore stehen für die vier Entwicklungsebenen auf dem geistigen Weg zu Allah, beginnend mit der Şeriat, dann der Tarikat, dann der Marifet und dann der Hakikat:
1. Şeriat-Tor: Hier werden die Regeln in der Gemeinschaft und das Rahmenwerk der Religion gelehrt und gefestigt. Wer sich in diesem Tor befindet, hat sich an die Vorgaben des Propheten zu halten und somit die Gesetze und Pflichten der Gemeinschaft, in der man lebt, anzunehmen. Darüber hinaus gelten die in diesem Tor auferlegten 10 Stationen. Nur wer diese praktiziert, durchschreitet das nächste Tor. Das Şeriat-Tor steht zwar für die wortwörtliche, also äußerliche Auslegung der Regeln (zâhir ilmi), ist aber nicht mit der sunnitischen Scharia zu verwechseln. Aleviten sind der Meinung, dass die Hadithe und Rechtsschulen den wahren Kern des Islams verzerren. So sind die Widersprüche innerhalb der Hadithe und zum Koran so offensichtlich, dass Aleviten das Regelwerk mit Verstand lesen und nutzen. Sie beziehen sich hierbei darauf, dass der Islam durch geistige Leistung verstanden wird.[3] Dies führt insbesondere zu starken Widersprüchen mit der sunnitischen Rechtschule, die eine wortwörtliche Auslegung präferiert und daher bei unklaren Sachverhalten auf die Hadithe zurückgreifen muss. Das erste Tor wird als die Schale und somit als äußerer Rand des Weges betrachtet.
2. Tarikat-Tor: Das zweite Tor ist der Beginn eines nach innen gerichteten Blicks, also hinter die Schale, um somit die innere Bedeutung des Weges zu verstehen. Der Adept wird nach der Initiation auf den Weg vorbereitet, die Erkenntnis Allahs zu erlangen. Dies geschieht in der Regel unter Anleitung eines Pir. Der Adept erlangt hier Kenntnis der einzelnen Rechte und Ansprüche, die man selber hat und stellt. Damit ist die Frage verbunden: „Was begehre ich, was ist mein?“
3. Marifet: Erkenntnis des Nächsten. Damit ist die Frage verbunden: „Was begehrt der Mitmensch, was gehört dem Mitmenschen?“
4. Hakikat: Das Erreichen des vierten Tores setzt die Beschäftigung mit den Rechten und Pflichten der Gemeinschaft voraus. Ab diesem Tor hat das jeweilige Individuum das Recht und die Möglichkeit, die Pflichten und Rechte der Gemeinschaft aus dem „ersten Tor“ mitzugestalten, was die weitere Entwicklung und Modernisierung des ersten Tores sichert.